# O Baixo Miño
Die Comarca O Baixo Miño ist eine der zehn Comarcas in der Provinz Pontevedra.
Die im Südwesten der Provinz gelegene Comarca umfasst 5 Gemeinden auf einer Fläche von 322,86 km².

## Gemeinden
| Gemeinde             | Einwohner (2024) | Fläche km² | Dichte Einw./km² | Cod INE | Postleitzahl |
| -------------------- | ---------------- | ---------- | ---------------- | ------- | ------------ |
| A Guarda             | 10.041           | 20,50      | 490              | 36023   | 36780        |
| Oia                  | 3.080            | 83,30      | 37               | 36036   | 36794        |
| O Rosal              | 6.509            | 44,13      | 147              | 36048   | 36770        |
| Tomiño               | 13.782           | 106,61     | 129              | 36054   | 36740        |
| Tui                  | 17.454           | 68,32      | 255              | 36055   | 36700        |
| Comarca O Baixo Miño | 50.866           | 322,86     | 158              | –       | –            |

1. ↑  Instituto Nacional de Estadística Municipal Register of Spain